# أحمد حسين (سياسي)
أحمد حسين ((بالصومالية: Axmed Xuseen)‏; من مواليد 1976) هو وزير الإسكان والتنوع والشمول الحالي بحكومة كندا، وكان وزير الهجرة واللاجئين والمواطنة ووزير العائلات والأطفال والتنمية المجتمعية سابقا، وهو أيضا محام. كان الرئيس الوطني للكونغرس الكندي الصومالي. اعتبارا من أكتوبر 2015، حسين هو نائب في البرلمان الكندي، ممثلا عن جنوب يورك-وستون، وهو عضو في الحزب الليبرالي الكندي.

## نشأته وتعليمه
ولد حسين وعاش في مقديشو عاصمة الصومال مع خمسة إخوة أكبر منه. كان والده سائق شاحنة ويعمل لمسافات طويلة. تعلم اللغة الإنجليزية بمساعده ابن عمه. بعد الحرب الأهلية ترك حسين وأهله مدينة مقديشو وذهبوا إلى كينيا الدولة المجاورة. عاشوا هناك لفتره من الزمن في مخيم موباسا وتنقل في عده شقق في نيروبي عاصمة كينيا.
بعد مرور عده سنوات من تركهم لمقديشو شترا والدا حسين تذكرة طائرة إلى تورونتو وسافرا إلى اقنين من إخوته اللذان كانا قد هاجرا إلى هناك. في البداية سكن مع ابن عمه في هاملتون وانتقل بعدها بسنه إلى تورونتو عام 1994 واستقر في Regent Park عام 1996. أكمل أحمد حسين الثانوية في هاملتون بسبب تأخير سياسات الحكومة الكندية بمنح الإقامات الدائمة للمهاجرين القادمين من الصومال فقد ضاعت منه ثلاث منح دراسية للجامعة في الولايات المتحدة. في النهاية التحق حسين بجامعة يورك وحصل على البكالوريوس عام 2002. بعد حصوله على شهادة المحاماة في جامعة أوتاو واجتياز اختبار المحاماة في سمبتمبر عام 2012. تخصص في القانون الجنائي وشؤون الهجرة.
حسين متزوج من صومالية كندية أخرى ولديه ثلاثة أولاد.

## مع الحزب الليبرالي

### وزير الهجرة
من 10 كانون الثاني/يناير عام 2017 حتى 20 نوفمبر 2019، شغل حسين منصب وزير الهجرة كجزء من تبديلات في مجلس الوزراء من قبل رئيس الوزراء جاستن ترودو. ترشيح حسين جعله أول صومالي كندي يعمل في الحكومة.
بصفته وزيرا للهجرة، أعلن حسين  في عام 2017 أن حكومة كندا سترحب بما يقرب من مليون مهاجر خلال السنوات الثلاث المقبلة. عدد المهاجرين سوف يصعد إلى 310,000 في عام 2018 ارتفاعا من 300,000 في 2017، وسيرتفع هذا العدد إلى 330,000 في 2019 ثم 340,000 في عام 2020.

## وصلات خارجية
- American Islamic Leadership Coalition - Ahmed Hussen